# Tomasz Nitka
Tomasz Nitka – polski zawodnik uprawiający freediving (nurkowanie bezdechowe), rekordzista Polski, uczeń 17 krotnego mistrza świata Umberto Pelizzariego, teoretyk i sędzia.
Jako pierwszy Polak w oficjalnych zawodach przekroczył granicę 6 minut pod wodą na wstrzymanym oddechu. Wielokrotny rekordzista Polski w kategoriach: statyka (statyczne wstrzymywanie oddechu) i dynamika w płetwach. Zwycięzca I Basenowego Pucharu Polski w Stalowej Woli 2004, Slovak Open 2004, Rhein-Main Cup 2004, II Basenowego Pucharu Polski w Toruniu 2005.
Sędzia o międzynarodowych uprawnieniach AIDA (International Federation for Development of Freediving), instruktor Apnea Academy.
Autor publikacji dotyczących nurkowania na wstrzymanym oddechu. Konsultant merytoryczny (fizjologia i techniki freedivingu) polskiego tłumaczenia autobiografii Jacques'a Mayola Homo Delphinusoraz podręcznika nurkowania na bezdechu autorstwa Umberto Pelizzariego i Stefano Tovaglieriego Manual Of Freediving.
Szef szkolenia Freediving Poland. Wiceprezes i jeden z założycieli Stowarzyszenia Freediving Poland.